# Pseudaeginella biscaynensis
Pseudaeginella biscaynensis är en kräftdjursart som först beskrevs av John C. McCain 1968.  Pseudaeginella biscaynensis ingår i släktet Pseudaeginella och familjen Caprellinoididae. Inga underarter finns listade i Catalogue of Life.